# Mausoleo di Noè
La tomba del profeta Noè (in azero Nuh peyğəmbər türbəsi) o Mausoleo di Noè è un mausoleo nella città di Naxçıvan, in Azerbaigian. 
L'architettura della costruzione è datata dall'VIII secolo. Fonti russe ed europee del XIX secolo come il dizionario enciclopedico Brockhaus e Efron e John Foster Fraser hanno notato che gli armeni locali lo consideravano un luogo sacro.
James Theodore Bent nel suo The Contemporary Review del 1986 descrisse il sito come un popolare santuario cristiano armeno.
L'attuale mausoleo è stato costruito nel 2006. La tomba è costituita dai resti del piano inferiore di un ex tempio. All'interno c'è una scala che porta a una volta sepolcrale ed una colonna di pietra al centro della volta. Secondo la leggenda, le reliquie di Noè si trovano sotto questa colonna. Un ritratto che descrive il mausoleo di Noè 100 anni fa dipinto da Bahruz Kangarli è conservato nel Museo Nazionale d'Arte dell'Azerbaigian.